# Marilyn – Ihr Leben
Marilyn – Ihr Leben (orig. Norma Jean & Marilyn) ist eine US-amerikanisch-britische Filmbiografie des Fernsehsenders Home Box Office über Marilyn Monroe und wurde im Mai 1996 erstmals ausgestrahlt. Regie führte Tim Fywell, das Drehbuch schrieb Jill Isaacs anhand des Buchs Goddess von Anthony Summers. Ein Drehort war „Grauman's Chinese Theater“ in Hollywood. Der Film wurde in Portugal im März 1999 auf Video veröffentlicht und ab September 1999 in den spanischen Kinos gezeigt.

## Handlung
Das kleine Mädchen Norma Jeane Baker verbringt eine schwierige Kindheit: Ihre Mutter – ebenso wie die Großmutter – wird psychisch schwer krank und kommt in stationäre Behandlung, woraufhin sie bei verschiedenen Pflegeeltern und auch eine Zeit bei Grace Goddard lebt, einer Freundin ihrer Mutter. Diese Zeit endet, als der Pflegevater aufdringlich wird. Sie kommt daraufhin als Pflegekind zu dem streng religiösen Ehepaar Albert Wayne und Ida Bolender, wo ein Mieter des Paares sie sexuell missbraucht. Als sie dies den Pflegeeltern berichtet, wird ihr nicht geglaubt und Norma Jeane muss um Vergebung für ihre sündigen Gedanken bitten.
Einige Jahre später arbeitet Norma Jean (Ashley Judd) als Model. Sie hatte zwischenzeitlich geheiratet und den Namen Dougherty angenommen, doch die Ehe ist längst geschieden. Sie trifft den Bodyguard Eddie Jordan (Josh Charles), der ebenfalls von einer Schauspielkarriere träumt, und beginnt eine Romanze mit ihm. Als er als erster einen Filmvertrag erhält, wird sie wütend. Er ermutigt sie daraufhin, an ihrem Talent zu arbeiten, woraufhin sie erläutert, dass Frauen nicht durch Talent, sondern Körpereinsatz an die Spitze kommen. Die erste Stufe auf dem Weg nach oben ist daraufhin der Bandleader Ted Lewis, Eddies Onkel. Er stellt sie dem Agenten Johnny Hyde (Ron Rifkin) vor und besorgt ihr zudem verschreibungspflichtige Medikamente. Norma Jeanes Ambitionen führen zum Ende der Beziehung mit Eddie.
Johnny Hyde trennt sich von seiner Frau, lässt Norma Jeane bei sich einziehen und unterstützt sie dabei, einen eigenen Filmvertrag mit 20th Century Fox zu unterzeichnen. Zusammen mit einem Mitarbeiter des Filmstudios (Herb Mitchell) entwickeln sie den Künstlernamen „Marilyn Monroe“ (Mira Sorvino). Kosmetische Maßnahmen und Schönheitsoperationen schließen dann die Transformation in die kommende Ikone ab, was der Schauspielerin Marilyn nun das Gefühl gibt, Norma Jean – und damit ihre Vorgeschichte bzw. Vergangenheit – für immer loszuwerden. Allerdings hat Marilyn Visionen, in denen ihr Norma Jean erscheint und ihr – meist kritische – Ratschläge zu ihrem Lebenswandel gibt. Durch die Kombination von Pillen und Alkohol verschwinden diese Visionen wieder, machen Marilyn aber abhängig. Ihre ersten Filmrollen sind klein, aber mit der von Johnny Hyde vermittelten Hauptrolle in Blondinen bevorzugt erregt sie Aufmerksamkeit. Hyde stirbt jedoch kurz danach an einem Herzinfarkt.
Marilyn zieht bei ihrer Schauspiellehrerin Natasha Lytess (Lindsay Crouse) ein, mit der sie eine sehr enge Beziehung pflegt. Sie hat auch eine kurzfristige Beziehung zu ihrem Gesangslehrer, die jedoch von ihm ausgehend beendet wird, da sie ihm nicht intelligent genug erscheint. Sie lernt daraufhin den ehemaligen Baseballspieler Joe DiMaggio kennen, den sie vergleichsweise schnell – gegen den Protest ihrer Vision Norma Jeane – heiratet, um als Hausfrau in San Francisco zu leben. Sie merkt jedoch vergleichsweise schnell, dass ihr dieser Lebensstil nicht liegt. Das Angebot für eine Hauptrolle nimmt sie dankend an, da es ihr hilft, die Ehe zu beenden.
Marilyn möchte nicht nur andere Rollen spielen, sie verhandelt auch einen neuen und besseren Vertrag mit dem Filmstudio. Sie zieht nach New York, um bei dem berühmten Schauspiellehrer Lee Strasberg (Dana Goldstone) Unterricht zu nehmen. Sie trifft den Dramatiker Arthur Miller (David Dukes), den sie – wie zuvor Joe Di Maggio gegen den ausdrücklichen Rat ihrer Vision Norma Jeane – heiratet. Sie wird schwanger, verliert das Kind jedoch. Während der Aufnahme des Films Manche mögen’s heiß ist Marilyn durch ihre Sucht bereits völlig verwirrt und ohne Selbstvertrauen. Auch die Ehe mit Arthur Miller ist angespannt und endet schließlich mit der Aufnahme des Films Misfits – Nicht gesellschaftsfähig. Daraufhin steuert Marilyn langsam auf ihr Ende zu.
Ihre Psychiaterin entdeckt ihre Selbstgespräche und lässt sie in eine psychiatrische Klinik einweisen. Als sie von dort entlassen wird, wechselt Marilyn zwar den Psychiater, bleibt jedoch dem Missbrauch von Medikamenten und Alkohol treu. Sie beginnt eine Affäre mit dem US-Präsidenten John F. Kennedy und hofft, dass daraus eine feste Partnerschaft entstehen kann. Aufgrund aufkeimender Gerüchte beendete Kennedy jedoch die Beziehung. In der Folge bandelt Marilyn mit Justizminister Robert Kennedy, dem Bruder des US-Präsidenten. Sie beginnt parallel mit dem Dreh zu einem neuen Film, wird angesichts ihres schlechten Gesamtzustandes jedoch entlassen. Ihre Bitte an Robert Kennedy, als Justizminister für ihre Wiedereinstellung zu sorgen, für jedoch lediglich dazu, dass auch er – wie zuvor schon sein Bruder – die Beziehung zu ihr abbricht. Marilyn mischt sich schließlich einen tödlichen Cocktail mit Medikamenten und Champagner und hat eine letzte Vision von Norma Jeane. Sie stirbt im Krankenwagen auf dem Weg ins Krankenhaus.

## Rezeption
Marilyn – Ihr Leben erhielt ein gutes Presseecho. So erfasst der US-amerikanische Aggregator Rotten Tomatoes 60 % wohlwollende Besprechungen und ordnet den Film dementsprechend als „Frisch“ ein.
Ivana Redwine schreibt bei AllMovie, diese „fantasievolle Biografie“ verwendet „unkonventionelle, traumhafte Erzähltechniken“. „Es wurden viele Facetten ihres Lebens untersucht“. So beziehe er sich „nicht nur auf Monroes Arbeiten […], sondern untersucht auch ihre Ehen […] und ihre Romanzen. Der Film bietet auch einen schlagkräftigen Einblick in Monroes Kampf gegen die Drogen- und Alkoholabhängigkeit.“
Das „unkonventionelle Konzept, dass zwei Schauspielerinnen die Frau, die als Marilyn Monroe weltberühmt wurde, porträtieren“, zahle sich aus, zeigte sich Todd Everett von Variety überzeugt. Judd und Sorvino seien großartig und auch Regisseur Tim Fywell habe seine Aufgabe sehr begabt erledigt.
An anderer Stelle hieß es, dass die Umsetzung mit zwei Schauspielerinnen eine gute Idee sei und Sorvinos Darstellung von Marilyn Monroe im Großen und Ganzen bemerkenswert sei, auch wenn sie zwischenzeitlich ins Stocken gerate. Weniger gut kam indes das letzte, „dunkle und verstörende“ Drittel des Films an, während die ersten zwei Drittel rund um ihren Marilyn Monroes Aufstieg befriedigender seien.
Zu einer gänzlich gegensätzlichen Meinung kam ungefähr zehn Jahre später Mike Seely von Riverfront Times: Die ausführende Gesellschaft HBO sei durch Werke wie Sex and the City zwar mittlerweile als Top-Produzent bekannt, habe aber eben auch Guano wie Norma Jean & Marilyn zu verantworten. Ansonsten sei die erste Stunde des Films erträglich, da Ashley Judd eine gute Performance zeige. Mira Sorvinos Monroe-Interpretation sei jedoch einfach nur „schrecklich“ bzw. „so schlecht“, dass es kein Zufall sein könne, dass die ehemalige Oscar-Gewinnerin (1996 für Geliebte Aphrodite) seitdem keine relevanten Filme mehr gedreht habe.
Ashley Judd und Mira Sorvino waren 1997 in der Kategorie „Beste Hauptdarstellerin – Mini-Serie oder Fernsehfilm“ für einen Golden Globe nominiert. Zu den fünf Nominierungen für einen Emmy im Jahr 1997 gehörten jene für Ashley Judd, Mira Sorvino, die Kameraarbeit und die Filmmusik.